# Невена Азманова-Ханчева
Невена Азманова-Ханчева е българска лекарка – гинеколог и педиатър, и общественичка. Деятелка е на женското културно-просветно общество в Стара Загора.

## Биография
Родена е на 21 май 1875 г. в Стара Загора. Баща ѝ е Тодор Азманов – казанджия, сараф и търговец. Завършва Девическата гимназия в родния си град, а от 1894 г. учи медицина в Лозана, Швейцария. През 1899 г. се дипломира в Нанси, Франция. След завръщането си в България е ординатор в болницата в Ловеч. След това се установява в Стара Загора. Омъжва се за д-р Симеон Ханчев. В 1910 г. открива детско и акушеро-гинекологично отделение. Работи като градски лекар, ръководи здравната съвещателна станция на Българския червен кръст.
Председателка е на клоновете на Българския женски съюз в Ловеч и Стара Загора. През 1927 г. основава и ръководи до 1944 г. Женското културно-просветно и благотворително дружество „Пробуда“. През 1912 г., заедно с д-р Съба Асенова-Костова, учредява дружество „Самарянка“. Подпомага Девическото практическо занаятчийско училище, а през 1935 г. става инициатор за създаването на Комитет за подпомагане на бедни родилки и пеленачета.
Умира на 11 май 1956 г. в София.